# Шестерённая клеть
Шестерённая клеть — предназначена для разделения крутящего момента и передачи вращения валкам прокатного стана через универсальные шпиндели.
Шестерённые клети предусмотрены во всех прокатных станах, за исключением станов с индивидуальным приводом валков, осуществляемым непосредственно от двух двигателей (большие блюминги, слябинги и в некоторых случаях толстолистовые четырёхвалковые станы).
Во всех шестерённых клетях приводной от главного двигателя является нижняя шестерня (за исключением среднелистовых и сортовых трёхвалковых станов, где приводной иногда делают среднюю шестерню).